# IC 354
IC 354 ist ein Reflexionsnebel im Sternbild Taurus auf der Ekliptik. Das Objekt ist ein Teil des äußeren Plejadennebels und wurde im Jahre 1893 vom US-amerikanischen Astronomen Edward Barnard entdeckt.